# Mustafa Elfadni
Mustafa Ahmed Saeed Elfadni (ur. 24 października 1999) – sudański piłkarz grający na pozycji prawego obrońcy lub prawego pomocnika. Od 2021 jest zawodnikiem klubu Al-Ahly Shendi.

## Kariera klubowa
Swoją karierę piłkarską Elfadni rozpoczął w klubie Al-Hilal, w barwach którego zadebiutował w 2016 roku. W sezonach 2016 i 2017 wywalczył z nim mistrzostwo Sudanu, a w sezonie 2016 zdobył z nim także Puchar Sudanu. W latach 2018–2021 grał w Al-Ahly Chartum. W 2021 przeszedł do Al-Ahly Shendi.

## Kariera reprezentacyjna
W reprezentacji Sudanu Elfadni zadebiutował 30 grudnia 2021 w przegranym 2:3 towarzyskim meczu z Etiopią, rozegranym w Limbé. W 2022 roku został powołany do kadry na Puchar Narodów Afryki 2021. Na tym turnieju rozegrał trzy mecze grupowe: z Gwineą Bissau (0:0), z Nigerią (1:3) i z Egiptem (0:1).